# Partido Comunista de Suiza
El Partido Comunista de Suiza (KPS) (en alemán: Kommunistische Partei der Schweiz) fue un partido político comunista de Suiza, al que con el tiempo se le aplicó el sobrenombre de los Viejos Comunistas (en alemán: Altkommunisten). Representaba a la sección suiza de la Internacional Comunista.
Sus orígenes se remontan a una escisión del Partido Socialista Suizo en 1918 liderada por Fritz Platten. Durante la Segunda Guerra Mundial, el KPS fue ilegalizado, lo cual provocó que en 1944 parte de su militancia fundara el Partido Suizo del Trabajo, en sustitución del KPS.

## Resultados electorales
| Año  | Votos       | %    | Consejo Nacional | +/-         | Consejo de los Estados | +/- |
| ---- | ----------- | ---- | ---------------- | ----------- | ---------------------- | --- |
| 1922 | 13.441 (#7) | 1,8% | 2/198            |             | 0/44                   |     |
| 1925 | 14.387 (#7) | 2,0% | 3/198            | 1           | 0/44                   |     |
| 1928 | 14.818 (#6) | 1,8% | 2/198            | 1           | 0/44                   |     |
| 1931 | 12.778 (#6) | 1,5% | 2/187            | Sin cambios | 0/44                   |     |
| 1935 | 12.569 (#9) | 1,4% | 2/187            | Sin cambios | 0/44                   |     |
| 1939 | 15.962 (#8) | 2,6% | 4/187            | 2           | 0/44                   |     |

- Datos: Q670486